# Грачанички срез
Грачанички срез, такође познат и као Приштински срез, односно Приштевски срез (према главном среском месту), био је административно-територијална јединица (срез) у Краљевини Србији, а потом у Краљевини Југославији и касније у ФНР Југославији, односно НР Србији и њеној Аутономној косовско-метохијској области. Постојао је од 1912. до 1959. године, са седиштем у Приштини, а обухватао је шири простор потоње Општине Приштина, са околином.

## Историја

### Краљевина Србија
Протеривањем османске власти и ослобођењем Старе Србије у јесен 1912. године започео је процес успостављања нових власти Краљевине Србије у областима Рашке, Косова, Метохије и Вардарске Македоније. Изградња нових административно-територијалних структура одвијала се постепено, у периоду између 1912. и 1915. године.
Већ крајем 1912. године, непосредно након ослобођења, на средишњем подручју дотадашње османске Приштинске казе формиран је срез са седиштем у Приштини, у оквиру новоустановљеног округа, чије је седиште такође било у Приштини. Таква управа је заведена првим привременим одлукама, чиме је постављена основа за рад нових органа власти. У циљу обнове локалних српских традиција, срез је прозван Грачаничким, а округ Косовским. Министарство унутрашњих дела је 25. децембра 1913. године упутило Народној скупштини на усвајање "Предлог Закона о присаједињењу Старе Србије Краљевини Србији и о управи у њој", по којем се озваничава припадност Грачанског среза Косовском округу. Народна скупштина није стигла да гласа о предлогу до избијања Првог светског рата, а за време рата предлог није стављен на дневни ред.  Упркос томе, срез је наставио да функционише према првобитним привременим уредбама.

### Краљевина Југославија
Након ослобођења у јесен 1918. године, поново је успостављена и управа Грачаничког среза са седиштем у Приштини. Недуго након уједињења и стварања Краљевине СХС (Југославије), Регент је 30. јуна 1919. године указом наредио да Устав и сви закони Краљевине Србије ступе на снагу у областима присаједињеним Србији и Црној Гори након Балканских ратова 1. августа исте године.
Уредбом о подели земље на области 26. априла 1922. године било је уређено да седиште среза буде у Приштини, а срез се налази у оквиру Косовске области. Административна подела уведена Уредбом о подели земље је остала на снази до 1929. године и завођења диктатуре.
Закон о називу и подели краљевине на управна подручја, који је донесен 3. октобра 1929. године и Октроисани устав 3. септембра 1931. године су и даље утврђивали постојање срезова, па је тако и Грачанички срез наставио да постоји. Уместо дотадашње поделе на области, уведена је подела на бановине. Грачанички срез је припао Вардарској бановини.

### ФНР Југославија
Након ослобођења (1944-1945) и стварања Аутономне косовско-метохијске области (АКМО) у саставу НР Србије, обновљен је Грачанички срез са седиштем у Приштини. Потом је 1955. године на целокупном подручју НР Србије извршено укрупњивање срезова, чиме је дотадашњи Грачанички срез трансформисан у проширени Приштински срез. Такво уређење је опстало све до 1959. године, када су на територији АКМО укинути сви срезови. У међувремену је на централном подручју некадашњег Грачаничког среза основа нова Општина Приштина.

## Становништво

### Попис становништва из 1921. године
| Верски састав становништва општина које припадају срезу према попису из 1921. | Верски састав становништва општина које припадају срезу према попису из 1921. | Верски састав становништва општина које припадају срезу према попису из 1921. | Верски састав становништва општина које припадају срезу према попису из 1921. | Верски састав становништва општина које припадају срезу према попису из 1921. | Верски састав становништва општина које припадају срезу према попису из 1921. | Верски састав становништва општина које припадају срезу према попису из 1921. | Верски састав становништва општина које припадају срезу према попису из 1921. |
| ----------------------------------------------------------------------------- | ----------------------------------------------------------------------------- | ----------------------------------------------------------------------------- | ----------------------------------------------------------------------------- | ----------------------------------------------------------------------------- | ----------------------------------------------------------------------------- | ----------------------------------------------------------------------------- | ----------------------------------------------------------------------------- |
|                                                                               | Укупно:                                                                       | Православци                                                                   | Римокатолици                                                                  | Грко-католици                                                                 | Муслимани                                                                     | Других                                                                        | Без конфесија и непозано                                                      |
| Грачаница                                                                     | 1.856                                                                         | 1.241                                                                         |                                                                               |                                                                               | 615                                                                           |                                                                               |                                                                               |
| Добротин                                                                      | 2.830                                                                         | 856                                                                           | 17                                                                            |                                                                               | 1.957                                                                         |                                                                               |                                                                               |
| Доња Брњица                                                                   | 1.848                                                                         | 194                                                                           |                                                                               |                                                                               | 1.654                                                                         |                                                                               |                                                                               |
| Доња Гуштерица                                                                | 1.506                                                                         | 1.245                                                                         |                                                                               | 2                                                                             | 259                                                                           |                                                                               |                                                                               |
| Јањево (в.)                                                                   | 2.597                                                                         | 22                                                                            | 1.784                                                                         |                                                                               | 791                                                                           |                                                                               |                                                                               |
| Којиловица                                                                    | 1.536                                                                         | 243                                                                           | 1                                                                             |                                                                               | 1.292                                                                         |                                                                               |                                                                               |
| Коморан                                                                       | 1.660                                                                         |                                                                               |                                                                               |                                                                               | 1.660                                                                         |                                                                               |                                                                               |
| Лапље Село                                                                    | 2.173                                                                         | 1.583                                                                         |                                                                               |                                                                               | 590                                                                           |                                                                               |                                                                               |
| Лепина                                                                        | 1.495                                                                         | 466                                                                           |                                                                               |                                                                               | 1.029                                                                         |                                                                               |                                                                               |
| Липљан (в.)                                                                   | 3.197                                                                         | 1.403                                                                         | 2                                                                             |                                                                               | 1.792                                                                         |                                                                               |                                                                               |
| Матичане                                                                      | 1.823                                                                         | 176                                                                           |                                                                               |                                                                               | 1.647                                                                         |                                                                               |                                                                               |
| Обилић                                                                        | 852                                                                           | 207                                                                           |                                                                               |                                                                               | 645                                                                           |                                                                               |                                                                               |
| Радево                                                                        | 1.347                                                                         | 224                                                                           | 1                                                                             |                                                                               | 1.122                                                                         |                                                                               |                                                                               |
| Седларе                                                                       | 2.146                                                                         | 0                                                                             |                                                                               |                                                                               | 2.146                                                                         |                                                                               |                                                                               |
| Црквена Водица                                                                | 2.087                                                                         | 455                                                                           |                                                                               |                                                                               | 1.632                                                                         |                                                                               |                                                                               |
|                                                                               | 28.953                                                                        | 8.315 (28.72%)                                                                | 1.805 (6.23%)                                                                 | 2 (0.01%)                                                                     | 18.831 (65.04%)                                                               |                                                                               |                                                                               |

Попис становништва среза по вероисповести из 1921. године, показао је да Евангелиста и Јевреја у Грачаничком срезу нема.
| Заступљеност становништва среза по матерњем језику према попису из 1921. | Заступљеност становништва среза по матерњем језику према попису из 1921. | Заступљеност становништва среза по матерњем језику према попису из 1921. | Заступљеност становништва среза по матерњем језику према попису из 1921. | Заступљеност становништва среза по матерњем језику према попису из 1921. | Заступљеност становништва среза по матерњем језику према попису из 1921. | Заступљеност становништва среза по матерњем језику према попису из 1921. | Заступљеност становништва среза по матерњем језику према попису из 1921. |
| ------------------------------------------------------------------------ | ------------------------------------------------------------------------ | ------------------------------------------------------------------------ | ------------------------------------------------------------------------ | ------------------------------------------------------------------------ | ------------------------------------------------------------------------ | ------------------------------------------------------------------------ | ------------------------------------------------------------------------ |
|                                                                          | српски или хрватски                                                      | руски                                                                    | мађарски                                                                 | арнаутски                                                                | турски                                                                   | румунски или цинцарски                                                   | Остали и непознатно                                                      |
| Грачаница                                                                | 1.231                                                                    | 1                                                                        | 1                                                                        | 560                                                                      | 1                                                                        |                                                                          | 62                                                                       |
| Добротин                                                                 | 870                                                                      |                                                                          |                                                                          | 1.913                                                                    | 9                                                                        | 6                                                                        | 32                                                                       |
| Доња Брњица                                                              | 194                                                                      |                                                                          |                                                                          | 1.654                                                                    |                                                                          |                                                                          |                                                                          |
| Доња Гуштерица                                                           | 1.204                                                                    |                                                                          |                                                                          | 220                                                                      | 12                                                                       |                                                                          | 70                                                                       |
| Јањево (в.)                                                              | 1.717                                                                    |                                                                          | 1                                                                        | 496                                                                      | 287                                                                      | 8                                                                        | 88                                                                       |
| Којиловица                                                               | 244                                                                      |                                                                          |                                                                          | 1.289                                                                    |                                                                          |                                                                          | 3                                                                        |
| Коморан                                                                  | 1                                                                        |                                                                          |                                                                          | 1.630                                                                    |                                                                          |                                                                          | 29                                                                       |
| Лапље Село                                                               | 1.584                                                                    |                                                                          |                                                                          | 499                                                                      | 12                                                                       |                                                                          | 78                                                                       |
| Лепина                                                                   | 466                                                                      |                                                                          |                                                                          | 978                                                                      | 8                                                                        |                                                                          | 43                                                                       |
| Липљан (в.)                                                              | 1.401                                                                    | 1                                                                        |                                                                          | 1.717                                                                    | 13                                                                       | 17                                                                       | 48                                                                       |
| Матичане                                                                 | 176                                                                      |                                                                          |                                                                          | 1.647                                                                    |                                                                          |                                                                          |                                                                          |
| Обилић                                                                   | 202                                                                      |                                                                          |                                                                          | 610                                                                      | 36                                                                       |                                                                          | 4                                                                        |
| Радево                                                                   | 225                                                                      |                                                                          |                                                                          | 1.105                                                                    |                                                                          |                                                                          | 17                                                                       |
| Седларе                                                                  |                                                                          |                                                                          |                                                                          | 2.127                                                                    |                                                                          |                                                                          | 19                                                                       |
| Црквена Водица                                                           | 458                                                                      |                                                                          |                                                                          | 1.593                                                                    |                                                                          |                                                                          | 36                                                                       |
| Укупно : 28.953                                                          | 9.973 (34.45%)                                                           | 2 (0.01%)                                                                | 2 (0.01%)                                                                | 18.038 (62.30%)                                                          | 378 (1.31%)                                                              | 31 (0.11%)                                                               | 529 (1.83%)                                                              |

Попис становништва среза по матерњем језику из 1921. године, показао је да Словенаца, Чехословака, Русина(Рутена и Малоруса), Пољака, Немаца, Италијана, Француза, Енглеза у Грачаничком срезу нема.

### Попис становништва из 1931. године
Грачаничком срезу је 1931. године припадало 8 општина: 
1. Девет Југовића
2. Голеш
3. Горња Дреница
4. Грачаница
5. Јањево
6. Липљан
7. Обилић
8. Приштина

Претходни резултати пописа објављени су већ 1931. године мањом публикацијом од 30 страна која је имала за циљ да у што краћем року информише меродавне власти и установе о привремено утврђеном броју домаћинстава и присутног становништва, по бановинама и срезовима.
| Заступљеност становништва среза по матерњем језику према попису из 1931. | Заступљеност становништва среза по матерњем језику према попису из 1931. | Заступљеност становништва среза по матерњем језику према попису из 1931. | Заступљеност становништва среза по матерњем језику према попису из 1931. | Заступљеност становништва среза по матерњем језику према попису из 1931. |
| ------------------------------------------------------------------------ | ------------------------------------------------------------------------ | ------------------------------------------------------------------------ | ------------------------------------------------------------------------ | ------------------------------------------------------------------------ |
|                                                                          |                                                                          |                                                                          |                                                                          |                                                                          |
| српски, хрватски, словеначки                                             | српски, хрватски, словеначки                                             |                                                                          | 24.594                                                                   | 42,51%                                                                   |
| арнаутски                                                                | арнаутски                                                                |                                                                          | 23.845                                                                   | 41,21%                                                                   |
| мађарски                                                                 | мађарски                                                                 |                                                                          | 106                                                                      | 0,18%                                                                    |
| немачки                                                                  | немачки                                                                  |                                                                          | 63                                                                       | 0,18%                                                                    |
| остали словенски                                                         | остали словенски                                                         |                                                                          | 248                                                                      | 0,43%                                                                    |
| остали                                                                   | остали                                                                   |                                                                          | 9.002                                                                    | 15,56%                                                                   |
| Укупно: 57.858                                                           |                                                                          |                                                                          |                                                                          |                                                                          |

#### Верски састав становништва среза према попису из 1931.
| Верски састав становништва општина које припадају срезу према попису из 1931. | Верски састав становништва општина које припадају срезу према попису из 1931. | Верски састав становништва општина које припадају срезу према попису из 1931. | Верски састав становништва општина које припадају срезу према попису из 1931. | Верски састав становништва општина које припадају срезу према попису из 1931. | Верски састав становништва општина које припадају срезу према попису из 1931. | Верски састав становништва општина које припадају срезу према попису из 1931. |
| ----------------------------------------------------------------------------- | ----------------------------------------------------------------------------- | ----------------------------------------------------------------------------- | ----------------------------------------------------------------------------- | ----------------------------------------------------------------------------- | ----------------------------------------------------------------------------- | ----------------------------------------------------------------------------- |
|                                                                               | Православци                                                                   | Римокатолици                                                                  | Евангелисти                                                                   | Остали хришћани                                                               | Муслимани                                                                     | Други, без конфесије и остали                                                 |
| Девет Југовића                                                                | 1.497                                                                         | 5                                                                             |                                                                               | 11                                                                            | 3.713                                                                         |                                                                               |
| Голеш                                                                         | 2.567                                                                         | 20                                                                            | 4                                                                             | 23                                                                            | 3.110                                                                         |                                                                               |
| Горња Дреница                                                                 | 528                                                                           | 2                                                                             |                                                                               |                                                                               | 5.023                                                                         |                                                                               |
| Грачаница                                                                     | 2.958                                                                         | 3                                                                             |                                                                               |                                                                               | 2.736                                                                         |                                                                               |
| Јањево                                                                        | 1.959                                                                         | 2.155                                                                         |                                                                               |                                                                               | 2.458                                                                         |                                                                               |
| Липљан                                                                        | 3.569                                                                         | 46                                                                            | 49                                                                            | 18                                                                            | 2.628                                                                         | 3                                                                             |
| Обилић                                                                        | 3.129                                                                         | 113                                                                           |                                                                               | 15                                                                            | 3.158                                                                         |                                                                               |
| Приштина                                                                      | 5.703                                                                         | 681                                                                           | 8                                                                             | 11                                                                            | 9.585                                                                         | 370                                                                           |
| Укупно : 57.858                                                               | 21.910 (37.87%)                                                               | 3.025 (5.23%)                                                                 | 61 (0.11%)                                                                    | 78 (0.13%)                                                                    | 32.411 (56.02%)                                                               | 373 (0.64%)                                                                   |

| Верски састав становништва среза према попису из 1931. | Верски састав становништва среза према попису из 1931. | Верски састав становништва среза према попису из 1931. | Верски састав становништва среза према попису из 1931. | Верски састав становништва среза према попису из 1931. |
| ------------------------------------------------------ | ------------------------------------------------------ | ------------------------------------------------------ | ------------------------------------------------------ | ------------------------------------------------------ |
|                                                        |                                                        |                                                        |                                                        |                                                        |
| Муслимани                                              | Муслимани                                              |                                                        | 32.411                                                 | 56,02%                                                 |
| Православци                                            | Православци                                            |                                                        | 21.910                                                 | 37,87%                                                 |
| Католици                                               | Католици                                               |                                                        | 3.025                                                  | 5,23%                                                  |
| Евангелисти                                            | Евангелисти                                            |                                                        | 61                                                     | 0,11%                                                  |
| Остали хришћани                                        | Остали хришћани                                        |                                                        | 78                                                     | 0,13%                                                  |
| Други, без конфесије и остали                          | Други, без конфесије и остали                          |                                                        | 373                                                    | 0,64%                                                  |
| Укупно: 57.858                                         |                                                        |                                                        |                                                        |                                                        |

### Попис становништва из 1948. године
Грачаничком срезу су 1948. године припадале 13 територијалне целине: Бесиње, Грачаница, Девет Југовића, Доње Добрево, Качикол, Коморане, Косово Поље, Лапље Село, Лукаре, Маревце, Милошево, Обилић и Сливово.
| Етнички састав становништва среза према попису из 1948. | Етнички састав становништва среза према попису из 1948. | Етнички састав становништва среза према попису из 1948. | Етнички састав становништва среза према попису из 1948. | Етнички састав становништва среза према попису из 1948. |
| ------------------------------------------------------- | ------------------------------------------------------- | ------------------------------------------------------- | ------------------------------------------------------- | ------------------------------------------------------- |
|                                                         |                                                         |                                                         |                                                         |                                                         |
| Шиптари                                                 | Шиптари                                                 |                                                         | 23.851                                                  | 63,86%                                                  |
| Срби                                                    | Срби                                                    |                                                         | 11.183                                                  | 29,94%                                                  |
| Црногорци                                               | Црногорци                                               |                                                         | 1.029                                                   | 2,76%                                                   |
| Цигани                                                  | Цигани                                                  |                                                         | 903                                                     | 2,42%                                                   |
| Немци                                                   | Немци                                                   |                                                         | 133                                                     | 0,36%                                                   |
| Хрвати                                                  | Хрвати                                                  |                                                         | 56                                                      | 0,15%                                                   |
| Руси                                                    | Руси                                                    |                                                         | 27                                                      | 0,07%                                                   |
| Македонци                                               | Македонци                                               |                                                         | 27                                                      | 0,07%                                                   |
| Словенци                                                | Словенци                                                |                                                         | 24                                                      | 0,06%                                                   |
| Бугари                                                  | Бугари                                                  |                                                         | 3                                                       | 0,01%                                                   |
| Чеси                                                    | Чеси                                                    |                                                         | 3                                                       | 0,01%                                                   |
| Мађари                                                  | Мађари                                                  |                                                         | 3                                                       | 0,01%                                                   |
| Русини и Украјинци                                      | Русини и Украјинци                                      |                                                         | 2                                                       | 0,01%                                                   |
| Румуни                                                  | Румуни                                                  |                                                         | 1                                                       | 0,01%                                                   |
| неопредељени муслимани                                  | неопредељени муслимани                                  |                                                         | 55                                                      | 0,15%                                                   |
| остали непознато                                        | остали непознато                                        |                                                         | 49                                                      | 0,13%                                                   |
| Укупно: 37.348                                          |                                                         |                                                         |                                                         |                                                         |

### Попис становништва из 1953. године
| Заступљеност становништва среза по народности према попису из 1953. | Заступљеност становништва среза по народности према попису из 1953. | Заступљеност становништва среза по народности према попису из 1953. | Заступљеност становништва среза по народности према попису из 1953. | Заступљеност становништва среза по народности према попису из 1953. | Заступљеност становништва среза по народности према попису из 1953. | Заступљеност становништва среза по народности према попису из 1953. | Заступљеност становништва среза по народности према попису из 1953. | Заступљеност становништва среза по народности према попису из 1953. | Заступљеност становништва среза по народности према попису из 1953. | Заступљеност становништва среза по народности према попису из 1953. |
| ------------------------------------------------------------------- | ------------------------------------------------------------------- | ------------------------------------------------------------------- | ------------------------------------------------------------------- | ------------------------------------------------------------------- | ------------------------------------------------------------------- | ------------------------------------------------------------------- | ------------------------------------------------------------------- | ------------------------------------------------------------------- | ------------------------------------------------------------------- | ------------------------------------------------------------------- |
|                                                                     | Срби                                                                | Хрвати                                                              | Словенци                                                            | Македонци                                                           | Црногорци                                                           | Југословени - неопредељени                                          | Шиптари                                                             | Турци                                                               | остали Словени                                                      | остали несловени                                                    |
| Девет Југовића                                                      | 1.433                                                               | 5                                                                   |                                                                     | 14                                                                  | 26                                                                  | 1                                                                   | 2.365                                                               | 137                                                                 |                                                                     | 1                                                                   |
| Доње Добрево                                                        | 484                                                                 |                                                                     |                                                                     |                                                                     | 189                                                                 | 6                                                                   | 2.445                                                               | 8                                                                   |                                                                     | 11                                                                  |
| Грачаница                                                           | 4.269                                                               | 57                                                                  | 5                                                                   | 3                                                                   | 115                                                                 | 7                                                                   | 534                                                                 | 7                                                                   | 9                                                                   | 124                                                                 |
| Качикол                                                             | 52                                                                  |                                                                     |                                                                     |                                                                     | 111                                                                 | 3                                                                   | 4.168                                                               | 38                                                                  |                                                                     | 11                                                                  |
| Коморан                                                             | 192                                                                 |                                                                     |                                                                     |                                                                     | 31                                                                  | 1                                                                   | 4.480                                                               | 8                                                                   |                                                                     | 56                                                                  |
| Косово Поље                                                         | 2.451                                                               | 33                                                                  | 48                                                                  | 15                                                                  | 254                                                                 | 12                                                                  | 618                                                                 | 8                                                                   | 1                                                                   | 112                                                                 |
| Лукаре                                                              | 183                                                                 |                                                                     |                                                                     |                                                                     | 23                                                                  | 4                                                                   | 3.156                                                               | 13                                                                  |                                                                     |                                                                     |
| Маревце                                                             | 24                                                                  | 5                                                                   |                                                                     |                                                                     | 9                                                                   | 8                                                                   | 2.941                                                               | 107                                                                 | 2                                                                   | 5                                                                   |
| Мрамор                                                              | 6                                                                   |                                                                     |                                                                     |                                                                     |                                                                     | 4                                                                   | 2.589                                                               | 73                                                                  |                                                                     |                                                                     |
| Обилић                                                              | 2.498                                                               | 46                                                                  | 17                                                                  | 22                                                                  | 344                                                                 | 105                                                                 | 3.622                                                               | 25                                                                  | 18                                                                  | 425                                                                 |
| Сливово                                                             | 670                                                                 |                                                                     |                                                                     |                                                                     | 4                                                                   |                                                                     | 792                                                                 | 72                                                                  |                                                                     |                                                                     |
| Велики Белаћевац                                                    | 621                                                                 |                                                                     |                                                                     |                                                                     | 78                                                                  | 4                                                                   | 2.090                                                               |                                                                     | 1                                                                   | 83                                                                  |
| Укупно : 45.641                                                     | 12.883 (28.23%)                                                     | 146 (0.32%)                                                         | 70 (0.15%)                                                          | 54 (0.12%)                                                          | 1.184 (2.59%)                                                       | 155 (0.34%)                                                         | 29.794 (65.28%)                                                     | 496 (1.09%)                                                         | 31 (0.07%)                                                          | 828 (1.81%)                                                         |

Према попису становништва из 1953. године у Грачаничком срезу није било Бугара и Влаха.

## Образовање

### Писменост становништва по полу и старости у 1931. години
Према попису становништва из 1931. године, у Грачаничком срезу проценат неписмених је натполовичан. Проценат неписмености жена од 11 година старости и више је био висок и износио је 86.2%, иако су се као писмене сматрале и оне жене које су полуписмене. Код мушкараца  од 11 година старости и више неписменост је износила 60.6%. 
Недовољан број основних школа и према томе њихова велика удаљеност нарочито у брдским, ретко насељеним, крајевима, као и патријархална схватања старијих генерација о потреби школовања, нарочито женске деце, верски обзири и други узроци који се сви своде на то да женској деци писменост није потребна као мушкој, довели су до тога, да је женско становништво у просветном погледу далеко изостало иза мушког.
| Писменост становништва среза по полу и старости према попису из 1931. | Писменост становништва среза по полу и старости према попису из 1931. | Писменост становништва среза по полу и старости према попису из 1931. |
| --------------------------------------------------------------------- | --------------------------------------------------------------------- | --------------------------------------------------------------------- |
|                                                                       | м                                                                     | ж                                                                     |
| 60+                                                                   | 252 (12.6%)                                                           | 25 (1.2%)                                                             |
| 40-59                                                                 | 1.149 (31.2%)                                                         | 260 (6.1%)                                                            |
| 20-39                                                                 | 4.037 (46%)                                                           | 1.175 (14.5%)                                                         |
| 11-19                                                                 | 2.301 (44.4%)                                                         | 1.160 (26%)                                                           |
| Просек :                                                              | 39.4%                                                                 | 13.8%                                                                 |

| Неписменост становништва среза по полу и старости према попису из 1931. | Неписменост становништва среза по полу и старости према попису из 1931. | Неписменост становништва среза по полу и старости према попису из 1931. |
| ----------------------------------------------------------------------- | ----------------------------------------------------------------------- | ----------------------------------------------------------------------- |
|                                                                         | м                                                                       | ж                                                                       |
| 60+                                                                     | 1.747 (87.4%)                                                           | 2.104 (98.8%)                                                           |
| 40-59                                                                   | 2.530 (68.8%)                                                           | 3.976 (93.9%)                                                           |
| 20-39                                                                   | 4.742 (54%)                                                             | 6.933 (85.5%)                                                           |
| 11-19                                                                   | 2.880 (55.6%)                                                           | 3.308 (74%)                                                             |
| Просек :                                                                | 60.6%                                                                   | 86.2%                                                                   |